# Laurent Tirard
Laurent Tirard (Roubaix, 18 febbraio 1967 – Parigi, 5 settembre 2024) è stato un regista, sceneggiatore e critico cinematografico francese.

## Filmografia

### Regista
- Mensonges et trahisons et plus si affinités... (2004)
- Le avventure galanti del giovane Molière (Molière) (2006)
- Il piccolo Nicolas e i suoi genitori (Le Petit Nicolas) (2009)
- Asterix & Obelix al servizio di Sua Maestà (Astérix et Obélix: Au Service de Sa Majesté) (2012)
- Le vacanze del piccolo Nicolas (Les Vacances du petit Nicolas) (2014)
- Un amore all'altezza (Un homme à la hauteur) (2016)
- Il ritorno dell'eroe (Le retour du héros) (2018)
- Il discorso perfetto (Le discours) (2020)